# 選手名鑑
選手名鑑（せんしゅめいかん）とはプロ野球やプロサッカーなどのスポーツにおいて、選手として登録されている全ての人物の基本情報を掲載した書物。年刊である事が多く、そのシーズンに出場するであろう選手の顔写真、これまでの成績、今年度の簡潔なプロフィールなどが記載されている。従来ならば選手名鑑といえば書籍だったが、現代ではインターネットでも同様の情報が得られるようになっている。

## 日本におけるスポーツ別の名鑑
このセクションでは日本において発刊されている、スポーツ別の選手名鑑を記す。

### プロ野球
- 週刊ベースボール増刊 2012プロ野球全選手カラー写真名鑑 2012年 2/24号
- プロ野球選手カラー名鑑2012 (NIKKAN SPORTS GRAPH)
- 日刊スポーツ出版社ai - nikkansports.com: プロ野球選手カラー名鑑2012（Web版）
- スポーツ報知 - 選手名鑑（Web版）
- NBP2012年度 選手一覧（Web版）

### Jリーグ
- サッカーマガジン増刊 2012 J1&J2リーグ選手名鑑
- 週刊サッカーダイジェスト増刊 2012J1&J2選手名鑑
- Jリーグプレイヤーズ名鑑 2012 (NIKKAN SPORTS GRAPH)
- Jリーグ全40クラブ選手名鑑2012 (COSMIC MOOK)
- 日刊スポーツ出版社ai - nikkansports.com: 2012年Ｊリーグプレーヤーズ名鑑（Web版）

### Bリーグ
- B.LEAGUE PLAYERSFILE（山口北州印刷刊）
- B.LEAGUE完全ガイド2020-21 (COSMIC MOOK)

### バレーボール
- 月刊バレーボール臨時増刊 Vリーグ観戦ガイドブック（日本文化出版刊）
- Vリーグ公式サイト - 参加チーム（Web版）

### 大相撲
- 大相撲力士名鑑 平成24年版（共同通信社刊）

### 陸上競技
- 日本陸上競技連盟 - 選手名鑑（Web版）

### テニス
- 選手名鑑（Web版）

### 競馬
- 騎手名鑑（Web版）
- 調教師名鑑（Web版）

### プロボクシング
- ボクシングマガジン増刊 日本プロボクシング名鑑2013
- 日本ボクシング年鑑（日本ボクシングコミッション刊）

### プロレス
プロレスは週刊プロレスが名鑑号、かつて週刊ゴングがムックの付録として発売されており、独立した形では売られていない。以下は姉妹紙として、
- 週刊プロレス名鑑ロマン 15年クロニクル（2004年2月、『B.B.mook』289（『スポーツシリーズ』No.178）として発売。コード：ISBN 4583612613）
- プロレスラー名鑑全集 2001-2010 新世紀編（2012年1月6日、『B.B.MOOK』793（『スポーツシリーズ』No.663）として発売。サイズ：A4変判。定価：2,100円。コード：ISBN 4583618239）
- プロレスラー名鑑全集 1990-2000 20世紀編（2012年3月2日、『B.B.MOOK』801（『スポーツシリーズ』No.671）として発売。サイズ：A4変判。定価：1,800円。コード：ISBN 458361831X）

週刊プロレスの名鑑ページをまとめて再録している。
現在、あまりの団体の増加により極めて小規模のローカル団体は掲載が見送られている。